# Brynjar Björnsson
Brynjar Þór Björnsson (Reykjavík, 11 luglio 1988) è un cestista islandese.

## Carriera
Con l'Islanda ha disputato i Campionati europei del 2017.